# Stiftung Katholische Freie Schule der Diözese Rottenburg-Stuttgart
Die Stiftung Katholische Freie Schule der Diözese Rottenburg-Stuttgart ist eine rechtsfähige kirchliche Stiftung des öffentlichen Rechtes der Diözese Rottenburg-Stuttgart. Die Stiftung hat ihren Dienstsitz am Bischofssitz in Rottenburg am Neckar im Landkreis Tübingen in Baden-Württemberg.

## Stiftung
Stiftungszweck ist der Unterhalt und Betrieb von Schulen und Kindergärten und einem Fort- und Weiterbildungszentrum in einem ehemaligen Kloster in Oberschwaben. Bildung und Erziehung der Menschen standen schon immer im Mittelpunkt der zweitausendjährigen Geschichte der christlichen Kirchen. Die Katholischen Freien Schulen versuchen das christliche Menschenbild in die alltägliche Schulpraxis umzusetzen. Die schulpraktische Realisierung erfolgt durch eigene, gewachsene Traditionen aufnehmende Schulprofile mit einer Umrahmung des Schulprofiles durch den Marchtaler Plan.

## Statistik

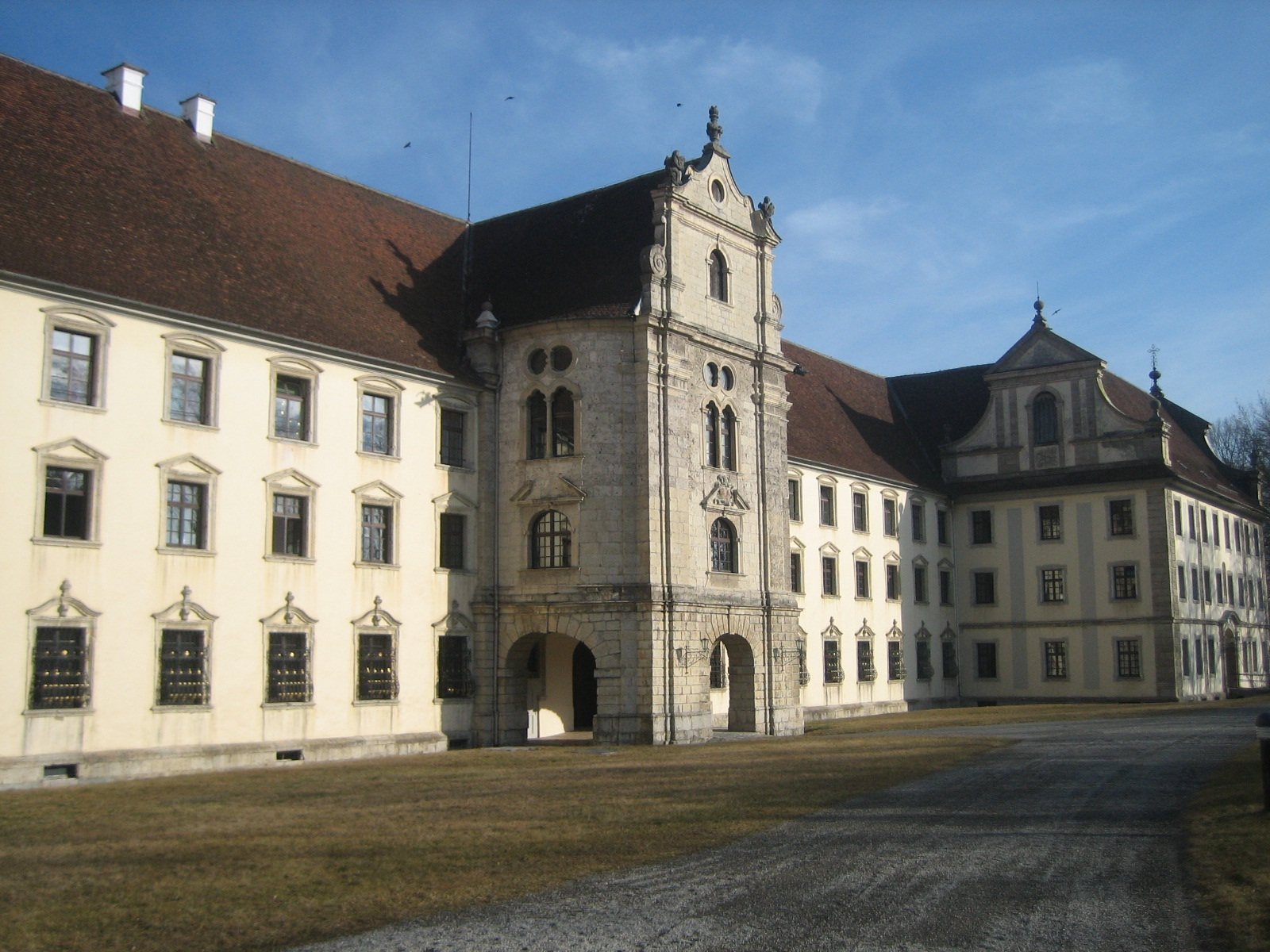
Kloster Obermarchtal

Die Stiftung betreibt 86 Grund- und Hauptschulen, Realschulen, Gymnasien, Sonderschulen, Fachschulen und vier Kindergärten.
|                    | Grund- u. Hauptschule | Realschule | Gymnasium | Fachschule | Sonderschule |
| Anzahl der Schulen | 13                    | 16         | 15        | 30         | 19           |
| Anzahl der Schüler | 5444                  | 5608       | 7819      | 3598       | 2886         |
| Anzahl der Lehrer  | 386                   | 409        | 639       | *          | 678          |